# A-dúr koncertrondó (Mozart)
Wolfgang Amadeus Mozart A-dúr koncertrondó című műve zongorára és zenekarra íródott, a Köchel-jegyzékben a 386-os számot viseli.

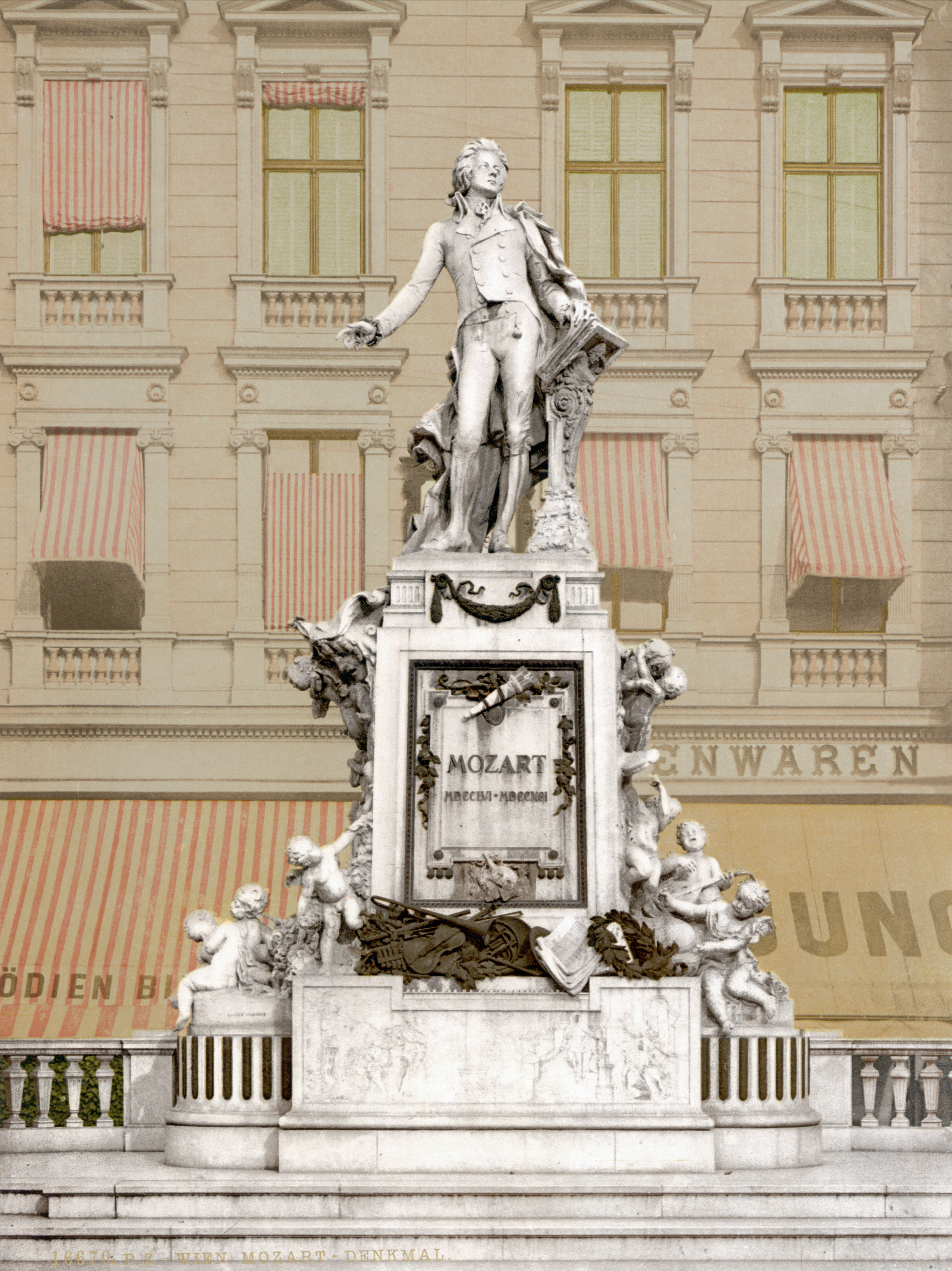
Mozart emlékmű Bécsben

## Keletkezése, története
A darab eredetileg a 12. zongoraverseny 1782. október 19-én megírt alternatív zárótétele, hasonlóan, a D-dúr koncertrondó (K.382) esetéhez, amely az 5. zongoraverseny alternatív zárótétele.

## Jellemzői
Variációs formában írt kellemes, megnyugtató társasági zene, Mozart „gáláns” stílusának egyik remekművű példája. Manapság önálló koncertdarabként szerepel a hangversenyek műsorán.

## Ismertség, előadási gyakoriság
Hangversenyen, hanglemezen, vagy elektronikus médiákban viszonylag gyakran szereplő, kedvelt darab.